# مصطفى الكاظمي

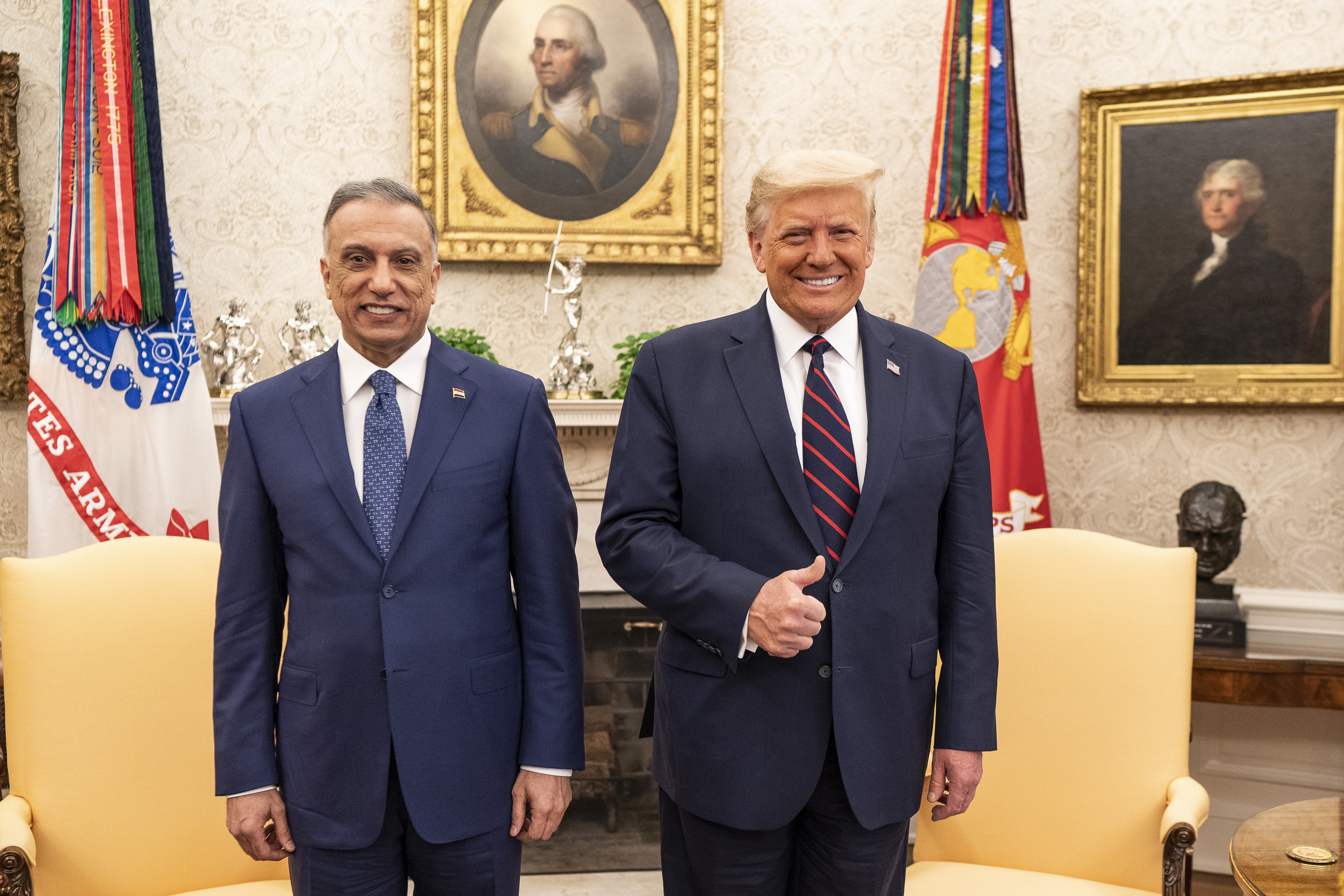
الرئيس ترامب يرحب برئيس وزراء العراق في البيت الأبيض

مصطفى عبد اللطيف مشتت الغريباوي، المعروف باسم «مصطفى الكاظمي» (1967 في بغداد، العراق)، سياسي عراقي، رئيس مجلس وزراء العراق من 7 أيار (مايو) 2020 حتى 13 أكتوبر 2022. تولى سابقا منصب رئيس جهاز المخابرات الوطني العراقي منذ 7 حزيران (يونيو) 2016. كان معارضاً لنظام صدام حسين وحزب البعث العربي الاشتراكي وعاش في المنفى لسنواتٍ عدّة وعمل صحفياً وكاتباً لموقع المونيتور الأمريكي. كما تولى منصب رئيس تحرير مجلة الأسبوعية التي كان يملك امتيازها برهم صالح، درس هندسة الكهرباء في الجامعة التكنولوجية في بغداد، وهو حاصل على شهادة البكالوريوس في القانون من كلية التراث الجامعة سنة 2012 من خلال نظام الدراسات المسائية . سبق أنْ عُيِّن مديرًا تنفيذيًا لمؤسسة الذاكرة العراقية، ورُشِّح لمنصب رئيس مجلس الوزراء للمرحلة الانتقالية بعد الاحتججات العراقية واستقالة حكومة عادل عبد المهدي. في تاريخ 25 فبراير 2025، عاد إلى بغداد بعد فترة من الإبعاد القسري نتيجة تهديدات أمنية ومحاولة اغتيال. وجاءت عودته بدعوة من قيادات سياسية ترى في دوره عاملاً مهماً للمساهمة في حماية البلاد من أزمة اقتصادية قد تؤثر على الاستقرار السياسي.

## العائلة
ينتسب مصطفى عبد اللطيف مشتت لعائلة الغريباوي في قضاء الشطرة التابع لمحافظة ذي قار، وكان ممثلاً لـ«الحزب الوطني الديمقراطي» في الشطرة قبل أن يهاجر من العراق عام 1985، إلى ألمانيا ثمّ بريطانيا ثم عاد إلى بغداد بعد سقوط نظام صدام حسين عام 2003. عمل شقيقه صباح عبد اللطيف مشتت مستشاراً لرئيس الوزراء حيدر العبادي، ويعمل شقيقه عماد عبد اللطيف مشتت أيضًَا مستشاراً لدى مجلس رئاسة الوزراء، وهو متزوج من ابنة مهدي العلاق، القيادي في حزب الدعوة الإسلامية.

## رئاسة مجلس الوزراء للمرحلة الانتقالية
برز اسم مصطفى الكاظمي مع عدّة مرشّحين خلال الاحتجاجات العراقية المطالبة بالإصلاح السياسي ولكنه لم يحظ بتوافق الأحزاب السياسية كافة، حيث وجّهت له اتهامات من قبل كتائب حزب الله بالتآمر والتسبب بمقتل القيادي في الحشد الشعبي أبو مهدي المهندس وقائد فيلق القدس الإيراني قاسم سليماني. وفي تاريخ 9 نيسان (أبريل) 2020، كلّفه الرئيس العراقي برهم صالح بتشكيل الحكومة بعد اعتذار المكلّف السابق عدنان الزرفي.
أدّى الكاظمي اليمين الدستورية في البرلمان العراقي بتاريخ (7 أيار (مايو) 2020) حيث عقد مجلس النواب العراقي جلسته الخاصة بحضور 266 نائباً، للتصويت على حكومة الكاظمي  وصوّت مجلس النواب على منهاجه الوزاري، ومنح مجلس النواب العراقي الثقة لحكومة الكاظمي، وصوّت على أغلب وزرائه مع تأجيل بعض الوزراء، وأدّت الحكومة اليمين الدستورية.

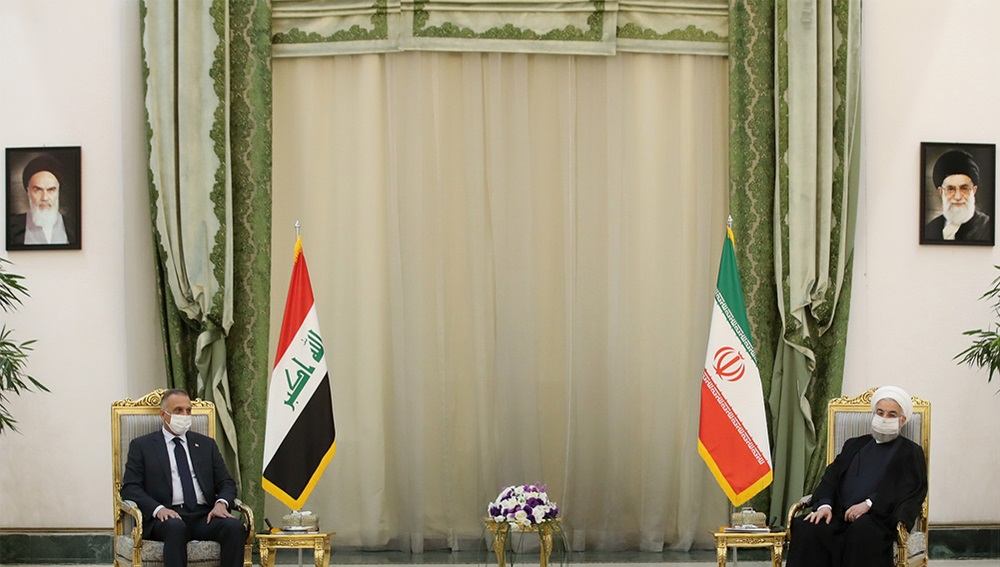
الكاظمي مع الرئيس الايراني

في عهد الكاظمي، عقد في بغداد وللمرّة الأولى، مؤتمرٌ إقليمي – دولي، في 28 آب/ أغسطس 2021، بعنوان مؤتمر بغداد للتعاون والشراكة، بمشاركة قادة ومسؤولين كبار عن دول الجوار العراقي، وحضور الرئيس الفرنسي إيمانويل ماكرون، إلى جانب مؤسسات ومنظمات دولية. كذلك، شهد العراق في حقبته، نهضةً عمرانية وانفتاحاً على المحيطين العربي والإقليمي، نظراً لعلاقات الكاظمي القوية مع الجميع، وشخصيته التي تحظى بالمقبولية والاحترام.

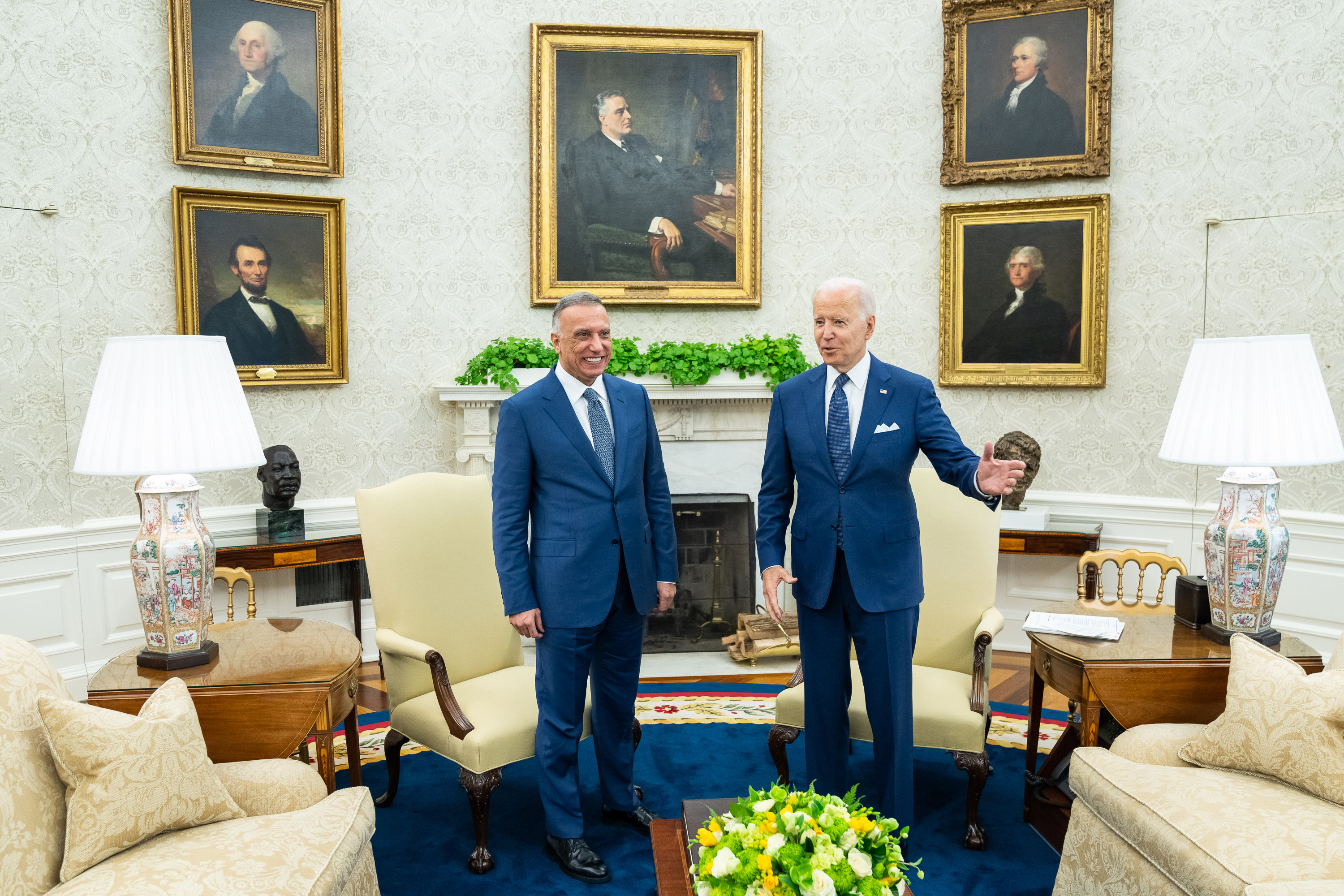
الكاظمي مع الرئيس الأمريكي جو بايدن في عام 2021

على الصعيد الداخلي، يسجّل للكاظمي أنّه أجرى أكثر انتخابات شفافة ونزيه في التاريخ العراقي، وذلك في 10 تشرين الأوّل/ أكتوبر 2021، والتي أسفرت عن انتكاسةً كبرى للفصائل والمليشيات المسلحة، التي رفضت تلك النتائج، ودفعت البلاد نحو التعطيل والمواجهات الدموية والانسداد السياسي. كذلك، أطلق الكاظمي حملةً على الفساد والفاسدين، استطاع من خلالها استرجاع أكثر من 8 مليار دولار إلى خزينة الدولة العراقية، الأمر الذي جعله في مواجهة أخرى من الأحزاب الفاسدة والشخصيات المتنفذة، التي أطلقت حملات إعلامية ممنهجة لتشويه صورته وسمعته بعد أن ضُربت مصالحها بشكلٍ كبير.
في 14 تموز/ يوليو 2022، ذكر المكتب الإعلامي لرئيس مجلس الوزراء العراقي، في بيانٍ له، عن تسلم الكاظمي لوسام الشرف الفرنسي، والذي يعدّ أعلى مستويات التكريم الفخرية التي تمنحها الجمهورية الفرنسية لشركائها وأصدقائها.

## محاولات اغتياله
بين عامي 2016 و 2020، أي أثناء توليه رئاسة جهاز المخابرات الوطني، تعرّض الكاظمي لمحاولتي اغتيال باءت بالفشل، ولم يُعلن عنها، كانت من تخطيط وتنفيذ تنظيم "داعش". بين عامي 2020 و 2022، أي أثناء توليه رئاسة الوزراء، تعرّض لثلاث محاولات اغتيال، أشهرها تلك التي وقعت فجر الأحد في الـ 7 من تشرين الثاني/ نوفمبر 2021، باستهداف منزله داخل المنطقة الخضراء في العاصمة بغداد، بطائرتين مسيرتين تم إسقاطها بحسب وزارة الداخلية العراقية، ولم تعلن أي جهة مسؤوليتها عن الهجوم الذي خلف أضرارا مادية بالمنزل، وجاء الهجوم في خضم حالة من التوتر جراء الخلاف على نتائج الانتخابات التشريعية التي أجريت في العاشر من أكتوبر/2021. شُكّلت لجنة لهذا الغرض برئاسة مستشار الأمن الوطني قاسم الأعرجي، عرض في مؤتمر صحافي بتاريخ 29 تشرين الثاني/ نوفمبر 2021، بعض النتائج التي توصلت إليها، والتي فُسّرت القرائن والأدلة المقدمة إلى أنها اتهامٌ ضمني لفصائل شيعية مسلحة متحالفة مع إيران والحرس الثوري تتحمل مسؤولية ذلك.

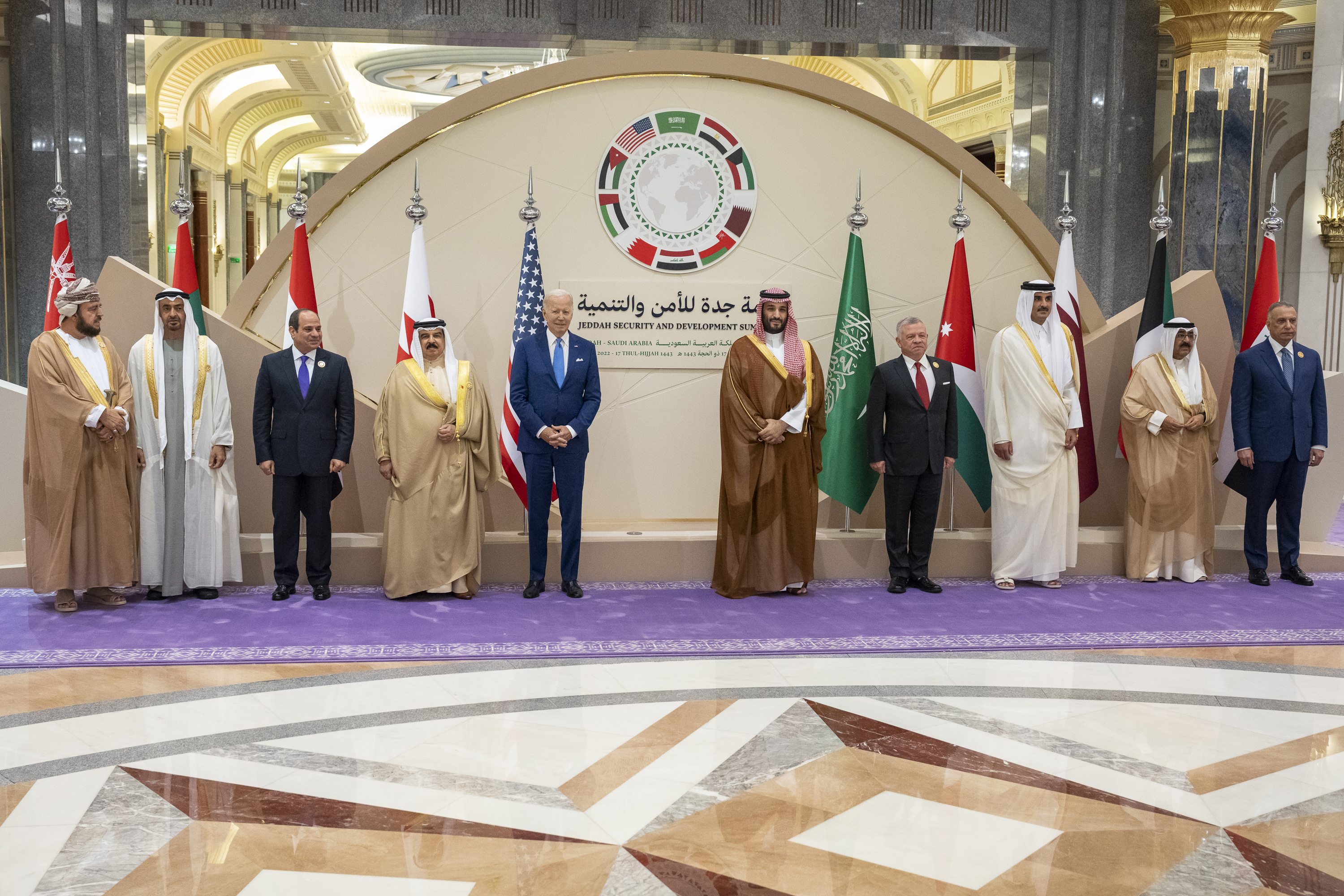
الكاظمي مع قادة الولايات المتحدة ودول مجلس التعاون الخليجي ومصر والأردن في قمة GCC+3 في جدة، المملكة العربية السعودية، في 16 يوليو 2022.

## مؤلفاته
- «علي بن أبي طالب الإمام والإنسان»، 1989
- «انشغالات إسلامية»، 1995
- «مسألة العراق ؛ المصالحة بين الماضي والمستقبل»، 2012 (ردمك 9786140105256)

## روابط خارجية
- الموقع الرسمي لجهاز المخابرات الوطني العراقي (inis)
- الصفحة الشخصية على صحيفة المونيتور الأمريكية